# 李玉箫
李玉箫，生卒年不详，前蜀最后一位君主王衍的宫人，宫廷歌妓、女诗人。
王衍对李玉箫的宠爱仅次于李舜弦。王衍在宣华苑宴会近臣，命李玉箫演唱自己所写的《月华如水宫词》，劝嘉王王宗寿饮酒，声音委婉，抑扬合度，一座无不倾倒。王宗寿惧祸，也为之全部喝光。《月华如水宫词》：辉辉赤赤浮五云，宣华池上月华新。月华如水浸宫殿，有酒不醉真痴人。